# 李植 (萬曆進士)
李植（1552年—？），字汝培，號順衡，明朝政治人物，原籍直隸江都縣人，籍貫山西省大同府大同縣，在張居正死後，彈劾張居正與馮保而出名。

## 生平
萬曆四年（1576年）丙子科山西鄉試第二十名。萬曆五年（1577年）登丁丑科進士，改翰林院庶吉士，七年九月授江西道御史。
萬曆十年（1582年）十二月壬辰（初八日）上疏彈劾馮保十二大罪狀，帝甚喜，發配馮保到南京孝陵種菜。又聯合雲南道御史羊可立、山東道監察御史江東之、陝西道道御史楊四知等攻訐張居正與馮保「交結恣橫」、「寶藏逾天府」。明神宗下令籍居正之家。又上疏彈劾潘季馴，說潘季馴“無中生有，欺皇上於今日矣。”萬曆十三年闰九月因为皇陵之事忤旨，降为绥德州知州。历升南京兵部郎中，二十二年十月升南京大理寺右寺丞，二十三年五月升南京通政司右通政，二十四年四月升光禄寺卿，二十六年五月升都察院右佥都御史、巡抚辽东赞理军务兼管备倭。
萬曆以「盡忠言事，揭發大奸有功」，晉升為太僕寺少卿，最後官至遼東巡撫，在任期間墾土積粟，得田四萬畝，歲獲糧萬石，戶部推其為九邊模範，二十九年（1601年）被劾罷官，命家居聽用，竟不召至卒，熹宗時贈兵部右侍郎。

## 家族
曾祖父李英；祖父李滿，贈奉政大夫兵部郎中；父親李承式，曾任布政司左參政。母郭氏（贈宜人）；繼母閆氏（封宜人）。具庆下。弟李杜，万历十四年进士，官至礼部郎中。弟李柄，天启二年进士。

## 延伸阅读
[在维基数据编辑]
 《明史卷二百三十六》，出自《明史》